# Dennis McGuire (Mörder)
Dennis B. McGuire (* 10. Februar 1960 im Warren County, Ohio; † 16. Januar 2014 in Lucasville, Ohio) war ein US-amerikanischer Gelegenheitsarbeiter und rechtskräftig zum Tod verurteilter Mörder, dessen Hinrichtung eine breite Diskussion über die Todesstrafe in den Vereinigten Staaten auslöste.

## Verbrechen und Verurteilung
Dennis McGuire wurde wegen der am 11. Februar 1989 verübten Entführung, Vergewaltigung und Ermordung der 22-jährigen, im achten Monat schwangeren Joy Stewart von einem Gericht im US-Bundesstaat Ohio am 23. Dezember 1994 zum Tod verurteilt. Er hatte zuvor die Tat bereits gestanden. Da seine Anwälte in der Folge immer wieder Einsprüche und Anträge gegen das Verfahren und die Verurteilung einlegten, verzögerte sich die Vollstreckung des Urteils.
Zuletzt hatten sie per Eilantrag Widerspruch gegen die Verwendung einer bis dahin unerprobten Mischung von Betäubungsmitteln bei der Hinrichtung durch die Giftspritze erhoben. Ohio war der erste US-Bundesstaat, in dem anstelle des seit 2011 üblichen Pentobarbitals eine Kombination von Hydromorphon und Midazolam zur Anwendung kommen sollte. Hintergrund dieser Änderung war das von der Europäischen Kommission verhängte Exportverbot entsprechender Präparate europäischer Hersteller für Hinrichtungen in den USA und die hierdurch beschränkte Verfügbarkeit. Das zuständige Bundesgericht mochte zwar den von McGuire und seinen Verteidigern befürchteten Folgen eines minutenlangen Todeskampfes nicht widersprechen, hielt jedoch das „Risiko von der Verfassung gedeckt“. Ohios Vize-Justizminister Thomas Madden ergänzte: „Niemand hat Anspruch auf eine schmerzfreie Exekution“.

## Hinrichtung
Am 16. Januar 2014 wurde McGuire im Staatsgefängnis Southern Ohio Correctional Facility in Lucasville hingerichtet. Er war der erste Delinquent, bei dem das neue Verfahren angewendet wurde. Augenzeugen, darunter seine erwachsenen Kinder, berichteten von einem qualvollen Sterbevorgang. McGuire habe einige Minuten nach Verabreichung der Injektion laut geröchelt, versucht den Oberkörper aufzurichten, Würgegeräusche von sich gegeben, die Hände verkrampft und nach Luft gerungen. Sein Tod konnte erst 24 Minuten (laut anderer Darstellung 26 Minuten) nach Beginn der Prozedur festgestellt werden, womit seine Hinrichtung zu den bis dahin langwierigsten in der Geschichte der Vereinigten Staaten zählte. Sowohl im offiziellen Protokoll der Hinrichtung als auch im Abschlussbericht an die Gefängnisleitung war dagegen von einem ordnungsgemäßen Ablauf die Rede.
McGuire war in Ohio der 53. und insgesamt der in den Vereinigten Staaten 1362. hingerichtete Häftling seit Aufhebung des landesweiten Hinrichtungsmoratoriums 1976.

## Nachwirkungen
Die nach McGuires Tod entfachte Diskussion um eine „humane Hinrichtung“ führte in Wyoming und Missouri zu Gesetzesinitiativen, verurteilte Verbrecher künftig wieder durch ein Erschießungskommando hinzurichten. Die Senatoren des US-Bundesstaates Tennessee stimmten im April 2014 mit einer Mehrheit von 23 zu 3 Stimmen für die Wiedereinführung der Hinrichtung per elektrischem Stuhl. Die Anwälte eines Delinquenten in Louisiana, der nach der bei McGuire angewendeten Methode hingerichtet werden sollte, erwirkten am 5. Februar 2014 aufgrund der ungeklärten Sachlage über deren Rechtmäßigkeit einen zunächst 90-tägigen Hinrichtungsaufschub, der später auf unbefristete Zeit verlängert wurde.
Ungeachtet der laufenden Diskussionen um McGuires Hinrichtung wurde am 29. April 2014 in Oklahoma der 38-jährige Clayton Lockett mit einer gleichfalls unerprobten Kombination aus Midazolam, Vecuronium und Kaliumchlorid hingerichtet. Bei der Verabreichung platzte eine Vene und Lockett zeigte heftige Reaktionen, die auf einen qualvollen Sterbevorgang schließen ließen. 43 Minuten nach Beginn der Exekution, die infolge der Zwischenfälle abgebrochen worden war, starb Lockett an einem Herzinfarkt. Oklahomas Gouverneurin Mary Fallin ordnete eine Untersuchung des Vorfalls an und verhängte ein zweiwöchiges Moratorium über alle weiteren Hinrichtungen, das vom höchsten Berufungsgericht Oklahomas am 8. Mai 2014 auf ein halbes Jahr verlängert wurde. Das Hohe Kommissariat der Vereinten Nationen für Menschenrechte forderte nach den Hinrichtungen McGuires und Locketts die Abschaffung der „grausamen und unmenschlichen Praxis“. Oklahoma nahm die bei Lockett verwendete Hinrichtungsmethode mit der Exekution Charles Warners (1967–2015) am 15. Januar 2015 wieder auf. Am 23. Juli 2014 wurde in Arizona der zweifache Mörder Joseph Rudolph Wood III mit dem gleichen Giftcocktail hingerichtet wie McGuire. Woods Tod konnte erst rund zwei Stunden nach Beginn der Verabreichung festgestellt werden. Der republikanische Senator John McCain bezeichnete die Hinrichtung Woods wörtlich als „Folter“. Arizona verhängte ein Moratorium über alle weiteren Hinrichtungen bis zur vollständigen Prüfung des Falls.
Die „verpfuschte“ Hinrichtung McGuires hatte insbesondere im US-Bundesstaat Ohio erhebliche Konsequenzen. Zunächst verschob Ohios Gouverneur John Kasich eine für den 19. März 2014 terminierte Hinrichtung um acht Monate. Die Strafvollzugsbehörde von Ohio kündigte am 28. April 2014 an, die Dosierung des bei McGuire verwendeten Giftcocktails bei weiteren Hinrichtungen erhöhen zu wollen, erkannte jedoch nicht an, mit der ursprünglichen Vorgehensweise Fehler begangen zu haben.
Im Mai 2014 wurden per Gerichtsbeschluss alle weiteren Hinrichtungen bis zum 15. August desselben Jahres ausgesetzt, um die Rechtmäßigkeit der Hinrichtungsmethode zu prüfen. Das Moratorium wurde im August 2014 bis zum 15. Januar 2015 verlängert. Ein von McGuires Familie beauftragter Anästhesist kam in einem im August 2014 veröffentlichten Gutachten zu dem Schluss, die bei der Hinrichtung verwendeten Substanzen seien ungeeignet gewesen und hätten unnötige Schmerzen verursacht. Im Dezember 2014 erhoben McGuires Angehörige Anklage gegen den Gutachter für Hinrichtungen in Ohio, Anästhesist und Pharmakologe Mark Dershwitz, der im Zuge der Kontroverse um McGuires Hinrichtung von seinem Amt im August 2014 zurückgetreten war. Anfang Januar 2015 kündigte die Strafvollzugsbehörde von Ohio an, bei künftigen Hinrichtungen auf die bei McGuires Exekution verwendeten Medikamente verzichten und stattdessen wieder das vor 2011 übliche Thiopental einsetzen zu wollen. Zudem verabschiedete der Senat von Ohio im Dezember 2014 ein Gesetz, das die Anonymität der Medikamentenlieferanten ermöglicht. Zur Umsetzung dieser Maßnahmen wurden die für 2015 geplanten sechs Hinrichtungen ausgesetzt und zunächst ins Jahr 2016, schließlich wegen fehlender Verfügbarkeit erforderlicher Medikamente ins Jahr 2017 verschoben. Die Aufhebung des bei McGuire angewendeten Hinrichtungsverfahrens veranlasste seine Angehörigen Anfang Februar 2015, die bis dahin erhobenen Klagen gegen den Staat Ohio fallen zu lassen. Als erster Delinquent in Ohio nach McGuire wurde am 26. Juli 2017 der 43-jährige Roland R. Phillips mit einer Kombination aus Midazolam, Rocuronium und Kaliumchlorid hingerichtet. Danach folgten je eine weitere Exekution im September 2017 und Juli 2018. Im Dezember 2020 entschied Ohios Gouverneur Mike DeWine, die Hinrichtung per Giftspritze zu verbieten.